# Ryōichi Maeda
Ryōichi Maeda (jap. 前田遼一 Maeda Ryōichi;  ur. 9 października 1981 w Kobe) – japoński piłkarz występujący na pozycji napastnika. Zawodnik klubu Júbilo Iwata.

## Kariera klubowa
Maeda karierę rozpoczynał w 1997 roku w Gyosei Gakuen High School. W 2000 roku trafił do Júbilo Iwata z J. League. W sezonie 2000 zagrał w tych rozgrywkach 1 raz. W tym samym sezonie został wybrany Azjatyckim Piłkarzem Roku, a także zdobył z klubem Superpuchar Japonii. W 2002 roku zdobył z nim mistrzostwo Japonii, a rok później Puchar Japonii oraz ponownie Superpuchar Japonii. Przez pierwsze 3 sezony (2000–2002) pełnił rolę rezerwowego w Júbilo, ale od początku sezonu 2003 stał się jego podstawowym graczem. W 2004 roku po raz sięgnął z zespołem po Superpuchar Japonii. W latach 2009–2010 dwukrotnie został królem strzelców J. League, a także wybrano go do jedenastek sezonów 2009 oraz 2010. W 2010 roku z klubem zdobył również Puchar Ligi Japońskiej.

## Kariera reprezentacyjna
Maeda jest byłym reprezentantem Japonii U-20 oraz U-23. W pierwszej reprezentacji Japonii zadebiutował 22 sierpnia 2007 roku w wygranym 2:0 towarzyskim meczu z Kamerunem. 17 października 2007 roku w wygranym 4:1 towarzyskim pojedynku z Egiptem strzelił pierwszego gola w drużynie narodowej.
W 2011 roku został powołany do kadry na Puchar Azji.